# Érik Emptaz
Érik Emptaz est un journaliste français, né le 1er septembre 1949.

## Biographie
Ancien du journal Combat, il entre au Canard enchaîné en 1978. Il est responsable du trimestriel Les Dossiers du Canard, puis, avec Claude Angeli, remplace Gabriel Macé à la tête de la rédaction en chef en 1990. Il rédige l'éditorial chaque semaine.
En 2023, prenant parti dans la crise  au sein de la rédaction du Canard enchaîné suite à un soupçon d'emploi fictif lié à André Escaro, Erik Emptaz et Jean-François Julliard, co-rédacteur en chef, accusent Christophe Nobili, auteur du livre Cher Canard. De l'affaire Fillon à celle du Canard enchaîné, de vouloir « mettre à mal le journal par tous les moyens » et posait clairement la question de son départ de l'hebdomadaire, ils sont désavoués par une partie des salariés.
En février 2024, Le Canard enchaîné qui traverse une période difficile change à nouveau de direction. Éric Emptaz ancien corédacteur en chef devient Président et directeur de la publication, Jean-François Julliard prend la direction de la rédaction.

## Ouvrages
- 2005 : La Malédiction de la Méduse (Grasset)
Roman sur l'invraisemblable histoire de la frégate La Méduse dont le naufrage au large des côtes de Mauritanie en juillet 1816 fut à l'origine de l'abandon sur un radeau de près de 150 hommes, dont 15 seulement survécurent et qui inspira le célèbre tableau de Géricault.
- 2007 : 1981 (Grasset)
Roman sur l'arrivée au pouvoir de François Mitterrand, et l'atmosphère d'effervescence qui suit son accession au pouvoir. Dans le cortège qui accompagne Mitterrand au Panthéon, Louis Husson, fils d’un riche banquier qui organise la fuite des capitaux, rencontre Élise Pomereu, jeune chargée d’études auprès de Jacques Attali. Élise court de réceptions en cocktails, Louis, lui, court après Élise.
- 2011 : Les Corbeaux d’Alang
 Alang, Gujarat, sur la côte ouest de l'Inde est le plus gros chantier d'épaves du monde. Un Français s'égare, une journaliste américaine enquête, un jeune Indien désosse le France...